# Сан Хуан Сакатепекес
Сан Хуан Сакатепекес (на испански: San Juan Sacatepéquez) е град в департамент Гватемала, Гватемала. Населението на града през 2002 година е 81 584 души.